# 小行星1476
小行星1476（1476 Cox）是一颗绕太阳运转的小行星，为主小行星带小行星。该小行星于1936年9月10日发现。
該小行星以比利時天文學家雅克·考克斯（Jacques Cox）命名。

## 轨道参数
小行星1476的轨道半长轴为2.2809163 UA，离心率为0.190。